# Croton solanaceus
Espèce
Croton solanaceus est une espèce de plantes à fleurs du genre Croton et de la famille des Euphorbiaceae, présente du Brésil au Paraguay.
Il a pour synonymes :
- Cieca solanacea, (Müll.Arg.) Kuntze
- Julocroton humilis var. solanaceus, Müll.Arg.
- Julocroton solanaceus, (Müll.Arg.) Müll.Arg.
- Julocroton solanaceus var. brunnirameus, Croizat
- Julocroton solanaceus var. incisus, Croizat
- Julocroton solanaceus var. mattogrossensis, Croizat
- Julocroton solanaceus var. typicus, Croizat
- Julocroton solonaceus var. niveus, Chodat & Hassl.
- Julocroton solonaceus forma parvifolia, Chodat & Hassl.
- Julocroton typhocephalus, Croizat